# جيولا لاسلو
جيولا لاسلو (بالمجرية: László Gyula)‏ هو عالم آثار ومؤرخ وفنان مجري، ولد في 14 مارس 1910 في Rupea ‏ في رومانيا، وتوفي في 17 يوليو 1998 في أوراديا في رومانيا.